# Anthosactis
Anthosactis is een geslacht van zeeanemonen uit de klasse van de Anthozoa (bloemdieren).

## Soorten
- Anthosactis capensis Carlgren, 1938
- Anthosactis epizoica (Pax, 1922)
- Anthosactis excavata (Hertwig, 1882)
- Anthosactis ingolfi Carlgren, 1921
- Anthosactis janmayeni Danielssen, 1890
- Anthosactis nomados White, Wakefield Pagels & Fautin, 1999
- Anthosactis pearseae Daly & Gusmão, 2007